# Boyd (Texas)
Boyd è una città degli Stati Uniti d'America, situata nello Stato del Texas, nella Contea di Wise.